# Bruinborstfluiter
De bruinborstfluiter (Pachycephala homeyeri) is een zangvogel uit de familie Pachycephalidae (dikkoppen en fluiters). Deze vogel is genoemd naar de Duitse ornitholoog Eugen Ferdinand von Homeyer (1809-1889).

## Verspreiding en leefgebied
De bruinborstfluiter komt voor in de Filipijnen en telt drie ondersoorten:
- P. h. homeyeri: Mindanao, de Sulu-eilanden en enkele eilanden nabij Borneo.
- P. h. major: Cebu.
- P. h. winchelli: westelijke Visayas.

## Status
De grootte van de populatie is niet gekwantificeerd maar de soort wordt omschreven als algemeen tot schaars en zeldzaam op Mindanao. Op de Rode lijst van de IUCN heeft deze soort de status niet bedreigd.